# Ashley Tesoro
Ashley Tesoro; znana także pod panieńskim nazwiskiem jako Ashley Lyn Cafagna (ur. 15 lutego 1983 roku w Iowa City, w stanie Iowa) – amerykańska aktorka telewizyjna i filmowa, modelka, piosenkarka.

## Życiorys
Miała dziewięć lat, gdy otrzymała tytuł Małej Miss Kalifornii. W wieku jedenastu roku występowała na scenie oraz na małym ekranie w serialu Dolina lalek (Valley of the Dolls, 1994). Podjęła pracę modelki, reklamując dżinsy firmy Tommy'ego Hilfigera. Pojawiła się na okładkach wielu popularnych magazynów. Przełomem na srebrnym ekranie była rola Kimberly Fairchild w operze mydlanej CBS Moda na sukces (The Bold and the Beautiful, 1998–2001).  Od 2012 roku prowadzi internetową serię Life Is For Living.

### Życie prywatne
30 września 2001 roku w wieku 18 lat roku, 3 miesiące po zaręczynach poślubiła producenta filmowego Anthony'ego J. Tesoro (ur. 1977), który wystąpił w serialu Słoneczny patrol (Baywatch, 1991). Mają trójkę dzieci: Gabriellę Lyn (ur. 18 listopada 2013), Anthony'ego Johna (ur. 24 grudnia 2015) i Valentinę Ashley (ur. 14 lutego 2019).

## Filmografia

### Filmy kinowe
- 2002: Sekta 2 (The Skulls II) jako Ali
- 2000: Frankenstein i wilkołak odrodzeni (Frankenstein & the Werewolf Reborn!) jako Eleanore Crane
- 1998: Wilkołak odrodzony (The Werewolf Reborn!) jako Eleanore Crane
- 1997: Tajemnicze potwory (Mystery Monsters) jako Susie
- 1997: The Midas Touch jako Hannah
- 1996: Demon w butelce (Demon in the Bottle)
- 1995: Mistrz magii (Lord Of Illusions) jako Młoda Dorothea

### Filmy TV
- 1998: Zwierciadło Zbrodni (Mr. Murder) jako Dziewczyna przy porcie lotniczym

### Seriale TV
- 1998–2001: Moda na sukces (The Bold and the Beautiful) jako Kimberly Fairchild
- 2000: Byle do dzwonka: Nowa klasa (Saved By The Bell: The New Class) jako Liz Miller
- 1999: The Wayans Bros. jako Dziewczyna z marzeń
- 1997: Byle do dzwonka: Nowa klasa (Saved By The Bell: The New Class) jako Liz Miller
- 1997: Siódme niebo (7th Heaven) jako Joanne
- 1997: Hey Arnold! jako Starsza dziewczyna w autobusie
- 1994: Dolina lalek (Valley of the Dolls) jako Młoda Anne

## Dyskografia

### Albumy
- Ashley Tesoro ep  (2007)
- Oh You Angel ep  (2011)
- Simply Worship ep (2012)[2]